# نيك كاسيدي
نيك كاسيدي (بالإنجليزية: Nick Cassidy)‏ هو سائق سباق نيوزيلندي، ولد في 19 أغسطس 1994 في أوكلاند في نيوزيلندا.

## وصلات خارجية
- الموقع الرسمي
- نيك كاسيدي على موقع Racing-Reference.info (الإنجليزية)
- نيك كاسيدي على موقع DriverDB.com (الإنجليزية)